# اکتراپ
اکتراپ (به آلمانی: Achtrup) یک شهر در آلمان است.

## خصوصیات
اکتراپ ۲۹٫۹۰ کیلومترمربع مساحت دارد ۲۲ متر بالاتر از سطح دریا واقع شده‌است.